# پیترو کاوکولی
پیترو کاوکولی (ایتالیایی: Pietro Caucchioli؛ زادهٔ ۲۲ اوت ۱۹۷۵) دوچرخه‌سوار اهل ایتالیا است. وی در مسابقات تور دو فرانس و جیرو دیتالیا شرکت کرده است.